# Friedrich von Schlichtegroll

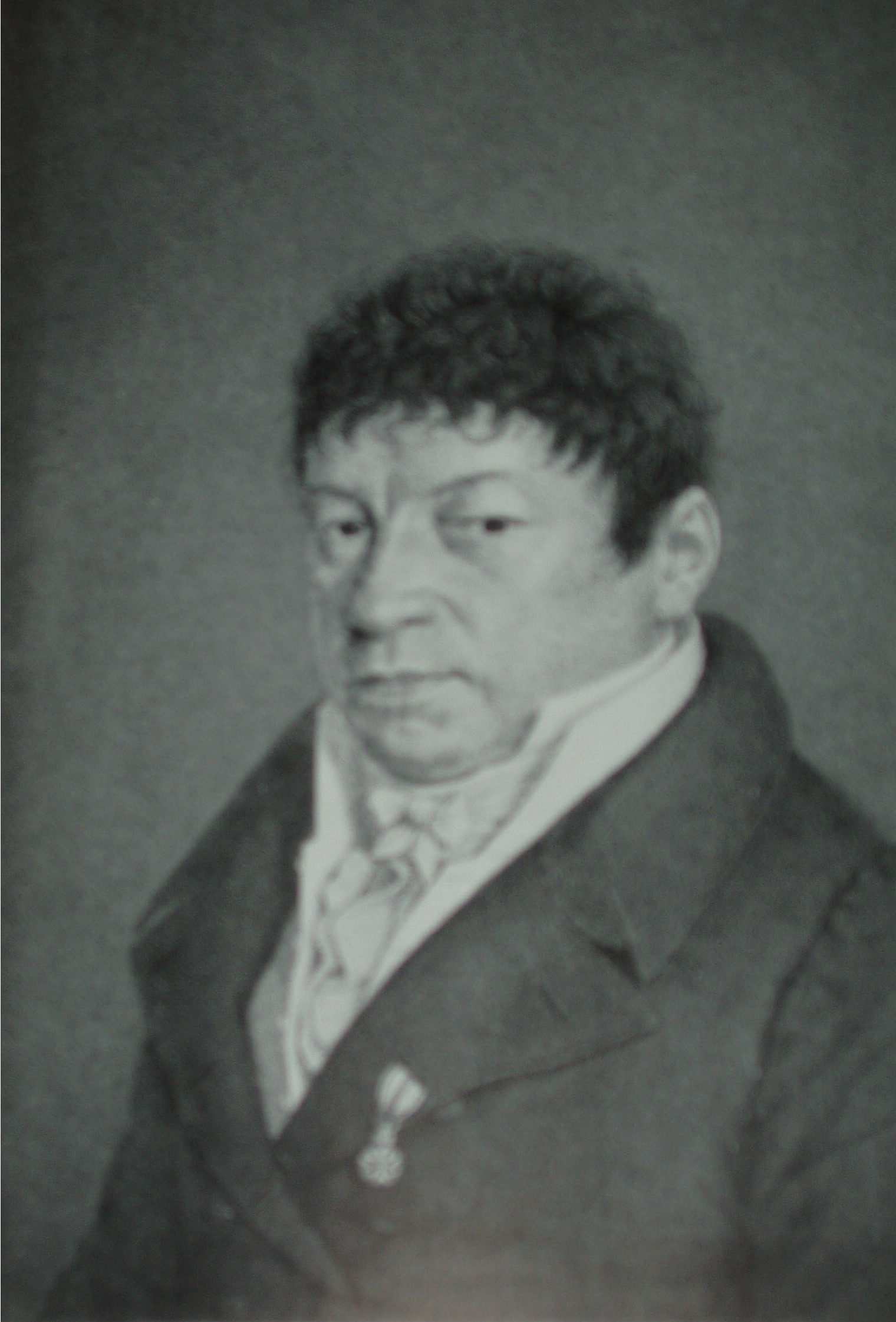
Friedrich von Schlichtegroll

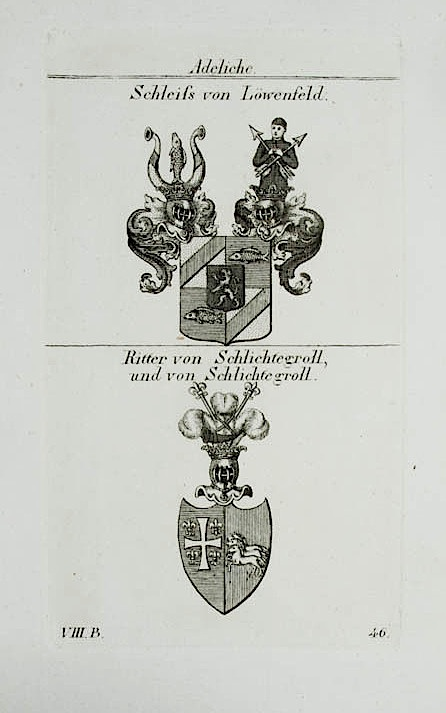
Wappen der Familien Schlichtegroll und Schleiß von Löwenfeld

Adolf Heinrich Friedrich Schlichtegroll, ab 1808 von Schlichtegroll (* 8. Dezember 1765 in Waltershausen; † 4. Dezember 1822 in München), war erster Biograf von Mozart, Mitglied der Bayerischen Akademie der Wissenschaften, Philologe, Numismatiker und Archäologe. Sein Grab befindet sich auf dem Alten Südlichen Friedhof im Glockenbachviertel Münchens. Im Münchner Stadtteil Englschalking ist eine Straße nach ihm benannt.

## Leben
Adolf Heinrich Friedrich Schlichtegroll stammte aus einer alten, ursprünglich in Greifswald beheimateten Beamtenfamilie, die später in Sachsen und Thüringen ansässig war. Sein Vater Daniel (* 1727; † 1802) war herzoglicher Amtsaktuar, später Hofrat in Gotha, die Mutter hieß Maria Boemhardt und stammte aus Eisenach.

### Ausbildung
Mit 13 Jahren kam Friedrich Schlichtegroll ans Gothaer Gymnasium Illustre, 1783 schrieb er sich in Jena, wie vom Vater gewünscht, zunächst für die Rechtswissenschaften ein, wechselte aber bald, angeregt von Friedrich Andreas Stroth, Rektor seines Gymnasiums, zur Theologie über und hörte vor allem philologische Vorlesungen bei den Professoren Johann Jakob Griesbach, Johann Gottfried Eichhorn und Christian Gottfried Schütz.
Er ging dann nach Göttingen, wo er bis 1787 blieb und sich ganz der Philologie widmete. Hier wurde er von Christian Gottlob Heyne gefördert und war eng befreundet mit Karl Gotthold Lenz, Ludwig Wachler und den Brüdern August Heinrich Matthiä und Friedrich Christian Matthiä.

### Beruflicher Werdegang
Ab 1787 unterrichtete er am Gothaer Gymnasium Illustre hauptsächlich Religion, Hebräisch, Deutsch und Latein. Zu dieser Zeit wurde er in die Freimaurerloge Zum Compaß aufgenommen; damit verbunden stand seine Aufnahme in Gothas Illuminatenkreis unter dem Ordensnamen „Gronovius“ nach dem berühmten niederländischen Altphilologen Johann Friedrich Gronovius im Oktober 1783. Seit 1788 arbeitete Schlichtegroll neben- und ehrenamtlich in der herzoglichen Bibliothek Ernsts II. von Sachsen-Gotha-Altenburg auf Schloss Friedenstein beim Direktor Johann Gottfried Geißler, wo er die alten Drucke katalogisierte und einen neuen Sachkatalog aufstellte.
1797 publizierte Schlichtegroll eine Arbeit über die Gemmensammlung des Philipp von Stosch (1691–1757) auf Französisch und Deutsch. 1798 wurde er Assistent seines Schwiegervaters und übernahm alsbald die Aufsicht über das herzogliche Münzkabinett. Da das neue Amt ihn ganz ausfüllte, legte er 1800 seine Professur am Gymnasium nieder, nachdem er den Unterricht noch eine Zeitlang, bis zur Anstellung eines neuen Lehrers, ohne Entgelt fortgesetzt hatte. 1802 wurde er zum herzoglichen Bibliothekar ernannt, wo er sowohl mit dem Altphilologen Friedrich Jacobs wie mit dem Bibliothekar Hamberger zusammenarbeitete.
Er beschäftigte sich sehr intensiv mit der Münzkunde und gab sein Werk Annalen der gesammten Numismatik 1804 heraus, das in Fachkreisen sehr geschätzt wurde. Er war auch an dem Ankauf der Münzsammlung des Barons Wilhelm von Knobelsdorff beteiligt, der sich als preußischer Gesandter in Konstantinopel befunden und diese dort zusammengestellt hatte. Friedrich Schlichtegroll nahm diese Sammlung 1803 in Berlin in Empfang und überreichte sie Ernst II.
1806 erhielt er, aufgrund des Kriegsausbruches, den Auftrag, den wichtigsten Teil des Münzkabinetts nach Altona in Sicherheit zu bringen. Im darauffolgenden Jahr brachte er das Gerettete wieder zurück.
Von 1790 bis 1806 entstand das Werk, für das Schlichtegroll noch heute in Fachkreisen bekannt ist, der „Nekrolog der Teutschen“. Die Arbeit Schlichtegrolls fand jedoch nicht nur Anerkennung: Goethe und Schiller verspotteten ihn 1797 im Musenalmanach: „Vor dem Raben sehet euch vor, der hinter ihr krächzet, das nekrologische Tier setzt auf Kadaver sich nur“.
1807 folgte Schlichtegroll dem Ruf zum Generalsekretär der Bayerischen Akademie der Wissenschaften nach München; im September folgten seine Ehefrau und die jüngsten Kinder, wobei seine zwei Söhne auf dem Gymnasium in Gotha blieben. Sein Aufgabengebiet waren die üblichen akademischen Aufgaben sowie die Geschäftsführung und der Auf- und Umbau neuer Einrichtungen der Akademie wie der Bibliothek mit 400.000 Bänden, der Naturaliensammlung, das Kabinett der mathematischen und physikalischen Instrumente, das polytechnische Kabinett, des Botanischen Gartens, des Chemischen Laboratoriums, des Münzkabinetts und der Sternwarte. Für das Münzkabinett konnte er den Erwerb der Sammlung von 5.000 Münzen von Esprit-Marie Cousinéry (1747–1833) in die Wege leiten und vollenden.
1815 gründete er den Polytechnischen Verein in Bayern (PTV), der 1938 aufgelöst und in das Amt für technische Wissenschaften in der Deutschen Arbeitsfront eingegliedert wurde; es handelte sich hierbei um eine technische Begutachtungsstelle staatlicher und kommunaler Behörden und amtliche Auskunftsstelle für gewerblichen Rechtsschutz mit Erteilung von Auskünften unter anderem für die Gebiete Bau-, Berg- und Hüttenwesen, Maschinenbau, Elektrotechnik, Verkehrswesen, Graphisches-, Nahrungsmittel- und Genussmittelgewerbe, Chemie-, Papier- und Textilindustrie. Er war auch sehr aktiv an der Förderung des 1819 gegründeten Frankfurter Vereins für ältere deutsche Geschichtskunde beteiligt.
Am 22. Oktober 1823 wurde Cajetan Weiller als sein Nachfolger in das Amt des Generalsekretärs der Bayerischen Akademie der Wissenschaften gewählt.
Ein hohes Interesse hatte er am Schulwesen und so nahm er regelmäßig an den öffentlichen Prüfungen zum Schluss eines Studienjahres teil, besuchte die Ausstellungen mit den Arbeiten der Freischulen und war bei den Preisverteilungen anwesend.
Ein außerordentliches Interesse entwickelte er auch an der Erfindung der Lithografie, mit der er sich bereits kurz nach seiner Ansiedlung in München beschäftigte; er förderte den Erfinder, Alois Senefelder, und verfolgte die einzelnen Stufen der Weiterentwicklung. So entstand auch, auf seinen Vorschlag hin, dass Lehrbuch der Steindruckerei mit Musterblättern, zu dem er das Vorwort schrieb.
1808 wurde er von König Max Joseph zum Ritter erhoben, 1813 folgte der erbliche Adel. 1812 wurde Schlichtegroll auch mit den Präsidentengeschäften der Bayerischen Akademie der Wissenschaften sowie mit der Leitung der Bibliothek der Akademie betraut. Im selben Jahr wurde er als korrespondierendes Mitglied in die Preußische Akademie der Wissenschaften aufgenommen. 1815 wurde er zum korrespondierenden Mitglied der Göttinger Akademie der Wissenschaften gewählt.

### Familie
Im Sommer 1792 heiratete Schlichtegroll in Gotha Auguste Angelica Rousseau (1770–1832), die zweite Tochter des Jacob August Rousseau (1729–1809), Direktor des herzoglichen Münzkabinetts, mit der er vier Söhne und eine Tochter hatte. Sie führten ein sehr geselliges Leben, ihr Haus stand den in München wohnenden und den durchreisenden Gelehrten offen. Dort trafen sich unter anderem Johann Andreas Schmeller, Jean Paul und Friedrich Heinrich Jacobi. Zu seinen Kindern zählen:
- Antonin (1793–1873) bayerischer Transmissionsadel 1822 ⚭ Sophie von Kobell (1797–1846) eine Tochter des bayrischen Staatsrates Egid von Kobell (1772–1847)
- Nathanael (1794–1859) bayerischer Adel 1841 ⚭ Angelika Mayer (1797–1875) Tochter des Mannheimer Bankiers Ignaz Mayer († 1824)
- Sara Maria (1796–1873) ⚭ Heinrich August von Vogel, Chemiker

Der Schriftsteller Carl Felix von Schlichtegroll-Volzrade war sein Urenkel.

## Grabstätte

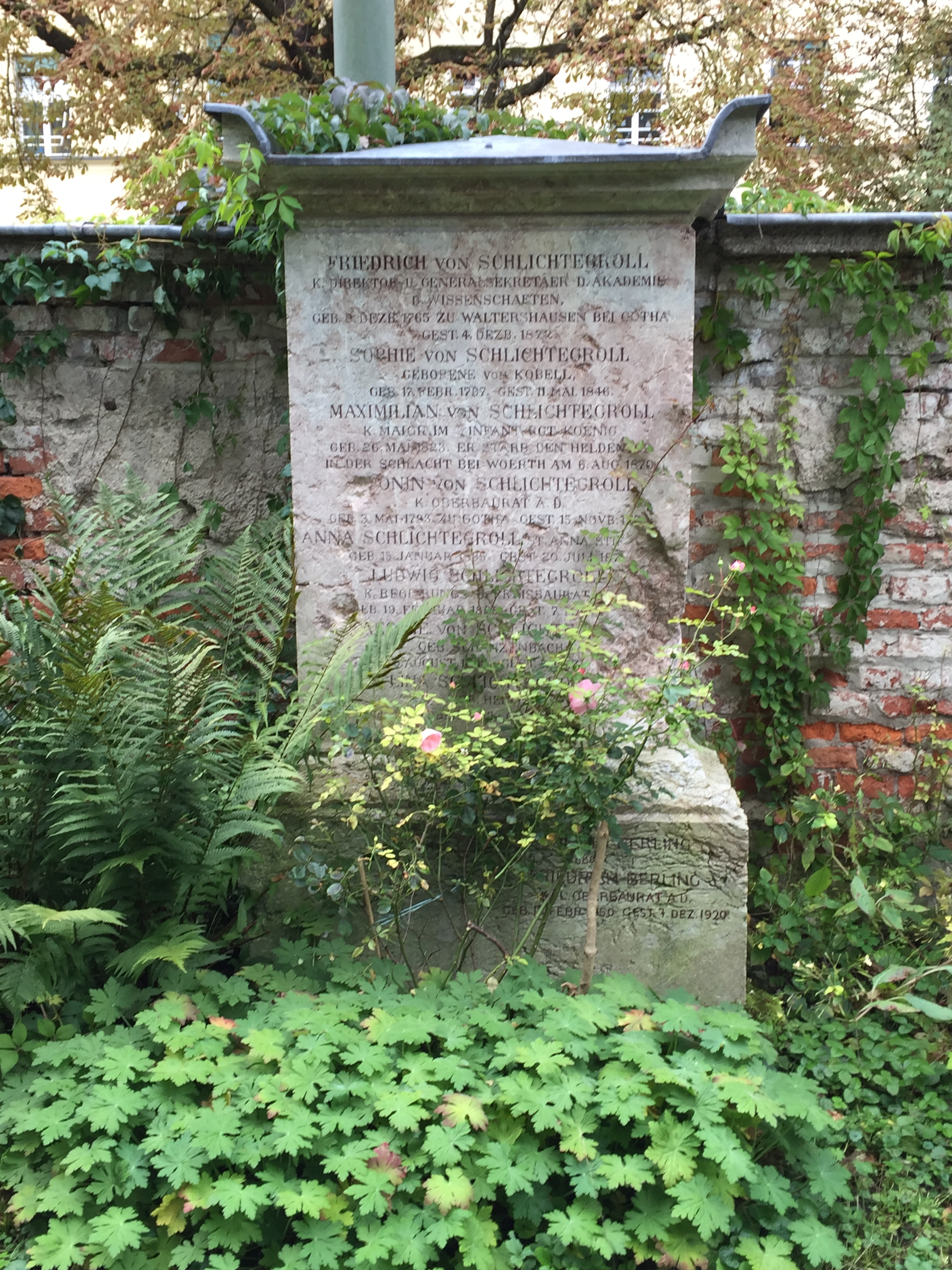
Grab von Friedrich Schlichtegroll auf dem Alten Südlichen Friedhof in München

Die Grabstätte von Friedrich Schlichtegroll befindet sich auf dem Alten Südlichen Friedhof in München (Mauer Rechts Platz 213 bei Gräberfeld 10) Standort. In dem Grab befinden sich auch sein Sohn Antonin von Schlichtegroll und dessen Frau Sophie von Schlichtegroll (geborene von Kobell).

## Namensgeber für Straße
Nach Friedrich Schlichtegroll wurde 1934 in München im Stadtteil Englschalking (Stadtbezirk 13 – Bogenhausen) die Schlichtegrollstraße benannt.⊙

## Schriften
- Musiker Nekrologe. (Auszüge aus Nekrolog 1791 bis 1806. Zitiert aus Nachdruck Kassel 1954).[11]
- Wolfgang Amadeus Mozart.
- Johannes Chrysostomus Wolfgang Gottlieb Mozart. Perthes, Gotha 1793.[12]
- Mozarts Leben, Joseph Georg Hubeck, Grätz 1794.
- Annalen der gesammten Numismatik. Leipzig 1804.
- Turnier Buch Herzogs Wilhelm IV. von Bayern von 1510 bis 1545. München 1817.
- Nekrolog[13] auf das Jahr 1790, 1. Band, Perthes, Gotha, 1791, (online, Bayerische Staatsbibliothek, ff. BSB)
- Nekrolog auf das Jahr 1790, 2. Band, Perthes, Gotha, 1791, (online, BSB).
- Nekrolog auf das Jahr 1791, 1. Band, Perthes, Gotha, 1792, (online, BSB).
- Nekrolog auf das Jahr 1791, 2. Band, Perthes, Gotha, 1793, (online, BSB).
- Nekrolog auf das Jahr 1792, 1. Band, Perthes, Gotha, 1793, (online, BSB).
- Nekrolog auf das Jahr 1792, 2. Band, Perthes, Gotha, 1794, (online, BSB).
- Nekrolog auf das Jahr 1793, 1. Band, Perthes, Gotha, 1794, (online, BSB).
- Nekrolog auf das Jahr 1793, 2. Band, Perthes, Gotha, 1795, (online, BSB).
- Supplement-Band (Nachträge und Register für die Jahre 1790–1793), Perthes, Gotha, 1798, (online, BSB).
- Nekrolog auf das Jahr 1794, 1. Band, Perthes, Gotha, 1796, (online, BSB).
- Nekrolog auf das Jahr 1794, 2. Band, Perthes, Gotha, 1796, (online, BSB).
- Nekrolog auf das Jahr 1795, 1. Band, Perthes, Gotha, 1797, (online, BSB).
- Nekrolog auf das Jahr 1795, 2. Band, Perthes, Gotha, 1798, (online, BSB).
- Nekrolog auf das Jahr 1796, 1. Band, Perthes, Gotha, 1799, (online, BSB).
- Nekrolog auf das Jahr 1796, 2. Band, Perthes, Gotha, 1800, (online, BSB).
- Nekrolog auf das Jahr 1797, 1. Band, Perthes, Gotha, 1801, (online, BSB).
- Nekrolog auf das Jahr 1797, 2. Band, Perthes, Gotha, 1801, (online, BSB).
- Nekrolog auf das Jahr 1798, 1. Band, Perthes, Gotha, 1802, (online, BSB).
- Nekrolog auf das Jahr 1798, 2. Band, Perthes, Gotha, 1803, (online, BSB).
- Nekrolog auf das Jahr 1799, 1. Band, Perthes, Gotha, 1804, (online, BSB).
- Nekrolog auf das Jahr 1799, 2. Band, Perthes, Gotha, 1805, (online, BSB).
- Nekrolog auf das Jahr 1800, 1. Band, Perthes, Gotha, 1805, (online, BSB).
- Nekrolog auf das Jahr 1800, 2. Band, Perthes, Gotha, 1806, (online, BSB).
- Nekrolog der Teutschen für das neunzehnte Jahrhundert, 1. Band, Perthes, Gotha, 1802, (online, BSB).
- Nekrolog der Teutschen für das neunzehnte Jahrhundert, 2. Band, Perthes, Gotha, 1803, (online, BSB).
- Nekrolog der Teutschen für das neunzehnte Jahrhundert, 3. Band, Perthes, Gotha, 1805, (online, BSB).
- Nekrolog der Teutschen für das neunzehnte Jahrhundert, 4. Band, Perthes, Gotha, 1805, (online, BSB).
- Nekrolog der Teutschen für das neunzehnte Jahrhundert, 5. Band, Perthes, Gotha, 1806, (online, BSB).
- Annalen der gesammten Numismatik, 1. Bd., Baumgärtner, Leipzig, 1804, (online, BSB).
- Annalen der gesammten Numismatik, 2. Bd. 1. Heft, Steudel u. Keil, Gotha, 1806, (online, BSB).
- Notice d'une collection de medailles antiques Grecques et Romaines, Michael Lindauer, München, 1815. (online, BSB).